# 容州镇
容州镇，是中华人民共和国广西壮族自治区玉林市容县下辖的一个乡镇级行政单位。

## 行政区划
容州镇下辖以下地区：
城东社区、南大社区、新南社区、城西社区、西上社区、新北社区、北门社区、城北社区、福船岭社区、城南社区、东光村、红光村、河南村、厢南村、同古村、平坡村、厢西村、礼信村、周囗村、宁冲村、大榄村、三和村、五一村、大明村、杨叶村、华南村、励志村、千秋村、峤北村和木井村。